# Yokoi Shōnan

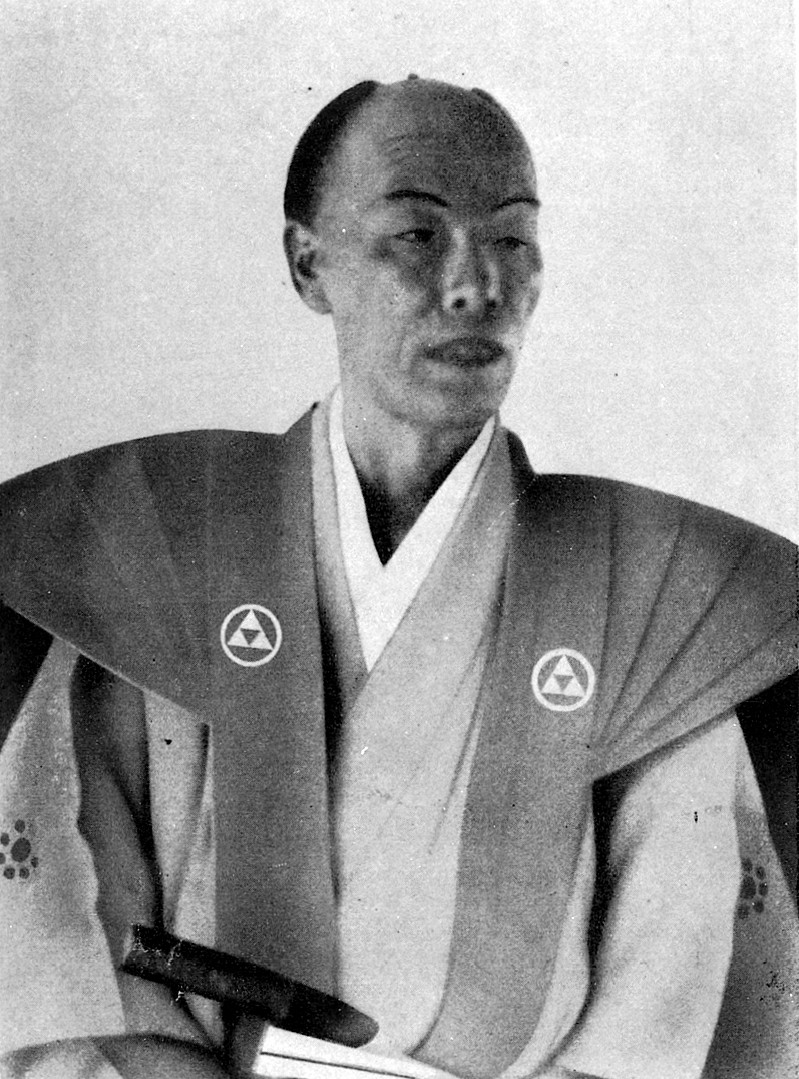
Yokoi Shōnan

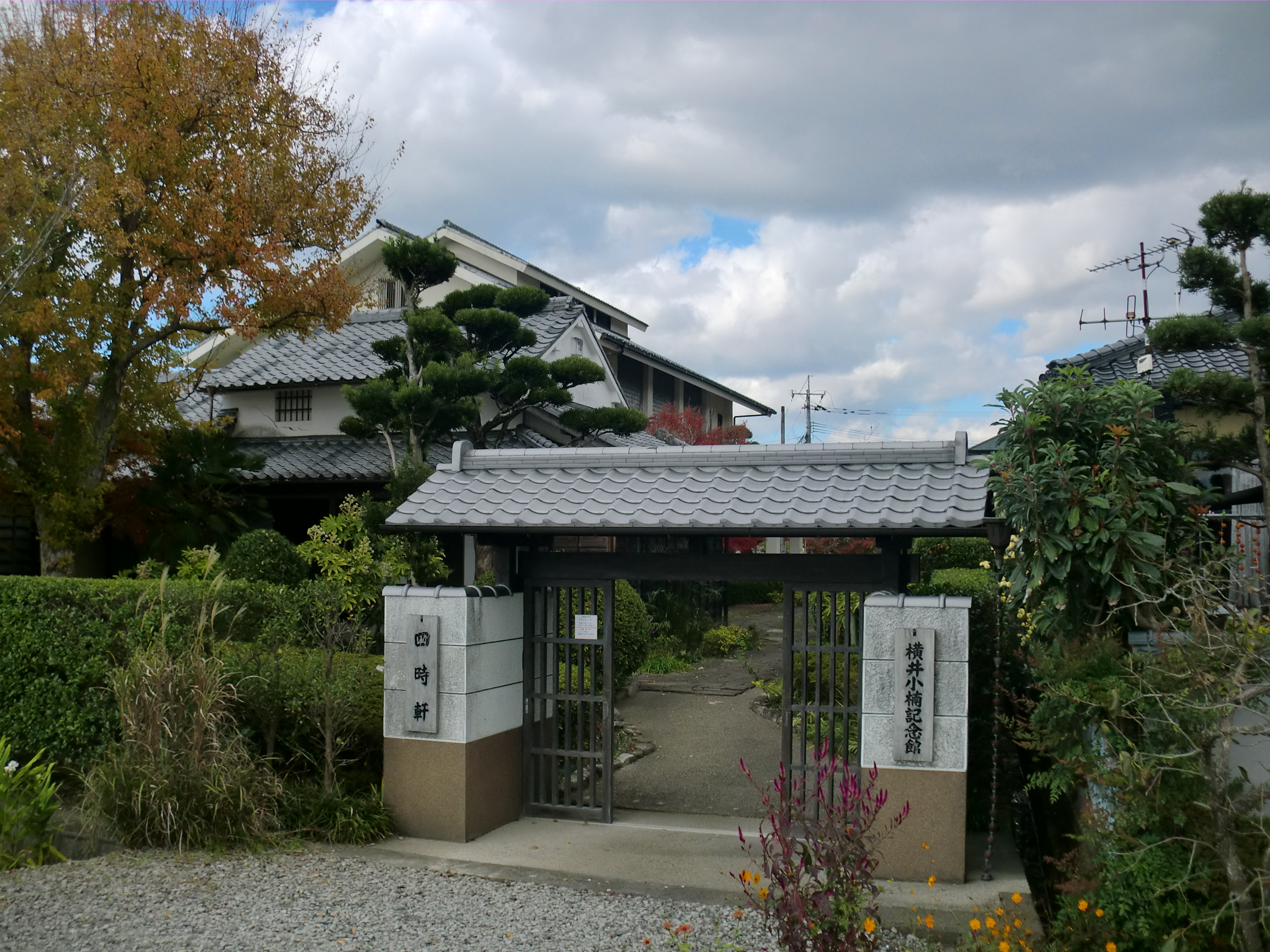
Gedenkstätte

Yokoi Shōnan (japanisch 横井 小楠; geb. 22. September 1809 in Kumamoto; gest. 15. Februar 1869) war ein japanischer Denker und Politiker während des Endes der Edo- und der beginnenden Meiji-Zeit.

## Leben und Werk
Yokoi Shōnan besuchte als Samurai die für ihre akademische Qualität bekannte Han-Schule des Kumamoto-han, das Jishūkan (時修館). 1839 wurde er nach Edo geschickt, wo er u. a. Fujita Tōko (1806–1857), ein führender Vertreter der Mitogaku, traf. Die Gespräche brachten beide zusammen auf einen Reformkurs, was die Struktur des Staates anbelangte. Nach zehn Monaten in Edo wurde Yokoi nach Kumamoto zurückgerufen, wo er 1847 eine Schule eröffnete, die sich für die Erneuerung der Staatsverwaltung nach neokonfuzianischen Prinzipien einsetzte.
1857 lud Matsudaira Yoshinaga (1828–1890), Daimyō von Fukui (heute Fukui) mit Sitz in Fukui im Kreis Asuwa der Provinz Echizen, Yokoi ein, um an der Schule seiner Domäne zu lehren. 1862 wurde Yoshinaga unvermittelt nach Edo gerufen, um die neu geschaffene Stelle des Seiji Sōsai (政治総裁), als eine Art Präsident des Bakufu, zu übernehmen. Seine erste Aufgabe war es, die kaiserliche Zustimmung zum Harris-Vertrag zu erhalten, einem der „Ansei-Verträge“ mit fünf Kolonialmächten, zu deren Abschluss sich das Shogunat gezwungen sah. Dann wurde auch Yokoi nach Edo gerufen, um Yoshinaga bei der Reform des Bakufu die engere Zusammenarbeit mit dem Kaiser beratend zu unterstützen. Yokoi war für die Öffnung Japans für einen Außenhandel, für eine Reform der Finanzen der Domänen, eine stärkere Mitwirkung der großen Daimyō in der Regierung und für eine Stärkung der militärischen Position Japans, alles unter der Prämisse des Kōbu gattai (公武合体), also des Zusammenwirkens des Hofadels mit dem Schwertadel.
1863 wurde Yokoi von Konservativen tätlich angegriffen, worauf er nach Kumamoto zurückkehrte. Weil er bei dem Angriff geflüchtet war, ohne sich um zwei verwundete Begleiter gekümmert zu haben, verlor er den Samurai-Status und wurde unter Hausarrest gestellt. Nach der Meiji-Restauration 1868 wurde er mit dem Posten eines Staatsberaters (参与, san'yo) geehrt. 1869 wurde er von einem Samurai ermordet, der ihn verdächtigte, Christ zu sein und republikanische Ideen zu vertreten.